# 이스루기역
이스루기역(일본어: 石動駅, いするぎえき)은 일본 도야마현 오야베시에 있는 아이노카제토야마 철도선의 철도역이다.

## 역 구조
2면 3선 구조의 지상역이다. 역사는 1번 승강장 쪽에 있으며, 2·3번 승강장과는 구름다리로 이어져 있다. 도야마 지역 철도부가 관리하는 직영역이다.

### 승강장
| 1     | ■ 아이노카제토야마 철도선 | 다카오카 · 도야마 방면 |
| 2 · 3 | ■ 아이노카제토야마 철도선 | 가나자와 방면          |

## 역세권 정보
- 오야베시청사
- 국도 제417호선

## 역사
- 1898년 11월 1일: 관설철도 (뒷날의 일본국유철도) 호쿠리쿠 본선 가나자와 ~ 다카오카 구간 개통과 동시에 개업.
- 1987년 4월 1일: 민영화에 따라 서일본 여객철도의 소속이 되었다.
- 2015년
  - 3월 14일: 호쿠리쿠 신칸센의 연장 개통에 따라 아이노카제토야마 철도로 소속이 이관되었다.
  - 3월 26일: ICOCA 도입.

## 인접역
| 아이노카제토야마 철도 아이노카제토야마 철도선 | 아이노카제토야마 철도 아이노카제토야마 철도선 | 아이노카제토야마 철도 아이노카제토야마 철도선 |
| --------------------------------------------- | --------------------------------------------- | --------------------------------------------- |
| 가나자와 가나자와 방면                        | 아이노카제 라이너                             | 다카오카 도마리 방면                          |
| 구리카라 가나자와 방면                        | 보통                                          | 후쿠오카 도야마 방면                          |